# Chris Kreski
Chris Kreski (31 luglio 1962 – 9 maggio 2005) è stato uno sceneggiatore e scrittore statunitense.

## Biografia e carriera
Chris Kreski ha co-sceneggiato tre autobiografie in collaborazione con William Shatner, una con Barry Williams e una con David Wells. Ha lavorato per MTV per 15 anni ed è stato scrittore e consulente per molte serie TV e speciali di alto profilo come Remote Control, Beavis and Butt-Head, oltre che degli spettacoli annuali di premiazione del canale per i film e i videoclip.

In seguito alla partenza del suo predecessore, Vince Russo, nell'ottobre 1999, Kreski divenne l'head writer della World Wrestling Federation. Nel novembre del 2000, fu sostituito da Stephanie McMahon.
Kreski morì di cancro nel 2005 a 42 anni.

## Opere
- Williams, Barry and Kreski, Chris (1992) Growing Up Brady
- Shatner, William and Kreski, Chris (1993) Star Trek Memories
- Shatner, William and Kreski, Chris (1994) Star Trek Movie Memories
- Kreski, Chris (1998) Life Lessons from Xena, Warrior Princess
- Shatner, William and Kreski, Chris (1999) Get A Life!
- Wells, David and Kreski, Chris (2004) Perfect I'm Not